# 日本航空機操縦士協会
公益社団法人日本航空機操縦士協会（にほんこうくうきそうじゅうしきょうかい、略称：JAPA）は、パイロットで構成された公益法人。元国土交通省所管。

## 概要
- 所在：東京都港区西新橋1-18-14　小里会館7F
- 会長：下枝尭

航空機操縦士養成連絡協議会の事務局が置かれている。

## 沿革
- 1958年 - 任意団体である日本航空機操縦士協会設立
- 1966年 - 社団法人化
- 1990年 - 日本自家用操縦士会設立
- 1998年 - 日本自家用操縦士会解散に伴い、自家用操縦士部会設置